# Історія еволюційних поглядів
Історія еволюційних поглядів описує появу та розповсюдження ідей про змінність живих організмів та причини появи їхнього різноманіття. Перші ідеї про перетворення живого з однієї форми до іншої трапляються ще у давньогрецьких філософів, які намагалися зрозуміти механізми походження світу та життя. У середньовіччі та в новий час існували різні форми «природничого богослов'я», які припускали перетворення живих організмів після створення їх Богом. У XVIII столітті накопичений наукою матеріал дав можливість низці природознавців говорити про еволюцію Землі та життя на ній. На стику XVIII—XIX століть з'явилися перші теорії еволюції — Еразма Дарвіна та Ламарка. У середині XIX століття ідеї трансформізму стали значно поширені навіть у позанаукових колах, тому теорія еволюції Чарльза Дарвіна була сприйнята відносно схвально, хоча надалі з'явилася низка конкуруючих теорій. У 1920-1950-х роках разом із загальним визнанням еволюції Всесвіту від Великого вибуху до наших днів еволюційна картина світу перемогла. Втім, окремі позанаукові ентузіасти продовжують захищати антиеволюційні погляди й у XXI столітті.

## Трансформізм XVIII—XIX століть
Серед трансформістів були французькі філософи Д. Дідро, Ж. Ламетрі, К. Гельвецій, П. Гольбах та інші.
Французький вчений Жорж Бюффон захищав трансформізм Землі, Всесвіту, життя.